# 学校法人札幌学院大学
学校法人札幌学院大学（がっこうほうじんさっぽろがくいんだいがく）は、北海道江別市にある学校法人。

## 沿革
- 1946年10月 財団法人北海奨学会の設立が認可される
- 1949年5月 財団法人北海奨学会と札幌文科専門学院が対等合併に合意
- 同年8月 理事レベルの会合で、合併は中止され単独で大学昇格を目指す
- 1951年3月 学校法人札幌短期大学となる
- 1965年8月 札幌市内の学校法人希望学園と合併問題が提起された
- 1967年7月 学校法人明和学園と改称
- 1990年12月 現法人名に改称

## エピソード
1949年夏、学校法人北海学園との合流案が生まれるも、お互いの意見が相反し、合流には至らなかった。
財政危機に陥った札幌商科大学は、学園運営体制を1974年に改革し、運営のための全学教職員大会の実施など「明和体制（札幌商大体制とも言う）」を確立したことで有名。
大学運営には、地崎宇三郎（2代目・3代目）ほか地崎一族が理事になる等して深く関わっていた。
1941年より経営難となった成徳女学校の学校運営を地崎宇三郎 (二代)が学園長として引き受け、1947年に北海奨学会の傘下に加わる。1951年に地崎宇三郎 (三代)を介して学校法人札幌学院大学傘下に加わる。その後、経営が安定したため、1964年に法人格を取得し、独立した。また、札幌家政学院は傘下に加わった当初は、札幌短期大学の家政科や栄養科に発展的解消する予定であったが、札幌家政学院が独立採算制であったため、その後、1964年に分離独立した。

## 歴代理事長
以下、就任年月を示す。
- 初代 今裕（1949年7月）
- 理事長代理 道家齊次（1951年5月）[6]
- 第2代 道家齊次（1951年9月）
- 第3代 江連定一（1958年2月）[7]
- 第4代 松浦政雄（1966年3月）
- 理事長代理 柴野安三郎（1968年11月）
- 第5代 竹内恒宏（1968年12月）
- 第6代 中島好雄（1979年2月）
- 第7代 小林傭佶（1987年5月）
- 第8代 山本武（1993年5月）
- 第9代 伊坂重孝（1996年5月）
- 第10代 藤田恒郎（2008年5月）
- 第11代 井上俊彌（2014年5月）
- 第12代 安孫子建夫（2021年5月）

## 法人関係者
- 地崎宇三郎 - 1946年10月に財団法人北海奨学会理事長に就任（ - 1949年7月）
- 中島九郎 - 元理事、札幌短期大学学長事務取扱
- 朝倉和夫 - 元理事
- 杉本正 (英文学者) - 元副理事長、元常務理事
- 室谷賢治郎 - 元理事
- 久保田義弘 - 元常務理事

## 設置校

### 現在設置している学校
- 札幌学院大学
  - 大学院（法学研究科、臨床心理学研究科、地域社会マネジメント研究科）
  - 経済経営学部・心理学部・経営学部・経済学部・人文学部・法学部・社会情報学部（廃止）・商学部（廃止）

### かつて設置していた学校
- 札幌短期大学
  - 札幌学院大学の前身
- 札幌文科専門学院
  - 札幌短期大学の前身
- せいとく介護こども福祉専門学校
  - 1964年に独立
- 札幌家政学院（その後、北海道モードデザインスクール）
  - 1964年に独立

## 所在地
- 北海道札幌市中央区南8条西16丁目（1946年6月～1968年3月）
- 北海道江別市文京台11（1968年4月～）